# Basiphyllaea hamiltoniana
Basiphyllaea hamiltoniana är en orkidéart som beskrevs av James David Ackerman och Mark Whitten. Basiphyllaea hamiltoniana ingår i släktet Basiphyllaea och familjen orkidéer.
Artens utbredningsområde är Jamaica. Inga underarter finns listade i Catalogue of Life.